# Lyellia aspera
Lyellia aspera là một loài Rêu trong họ Polytrichaceae. Loài này được (I. Hagen & C.E.O. Jensen) Frye mô tả khoa học đầu tiên năm 1937.